# Gunnar Geertsen
Gunnar Geertsen (født 26. oktober 1946) er en dansk forfatter og tidligere musiklærer, reklamemand og instruktør. Han er ophavsmand til en masse revytekster, især til Cirkusrevyen, hvor han var fast leverandør i 16 år, og popmelodier, samt ikke mindst figuren Bølle Bob, som han har lavet adskillige teaterstykker, film, lp-er, cd-er og bøger om. Har desuden oversat musicals og skrevet teaterstykkerne Elvira Madigan og Osvald, samt en række underholdningsprogrammer til DR og TV2.
Han er gift med tegneren Gitte Geertsen. De lavede i fællesskab tegneserien Bølle-Bob med en ugentlige stribe i Ude og Hjemme 1993-95. 

## Diskografi
- Bølle-Bob og de andre (1978)